# مجموعة زين
مجموعة زين أو شركة الاتصالات المتنقلة، تأسست في 22 يونيو 1983 برأس مال قدره 25 مليون دينار كويتي كشركة مساهمة كويتية عامة. بدأت الشركة بتقديم خدمات الاتصالات المتنقلة والفاكس، وفي عام 1986 بدأت بتقديم خدماتها التجارية.
تعمل الشركة في عدة دول في منطقة الشرق الأوسط وأفريقيا، ومنها الكويت، البحرين، السعودية، الأردن، العراق، السودان، جنوب السودان، والمغرب. بلغ عدد عملائها النشطين 42.4 مليون حتى مارس 2024.

## تاريخ الشركة
تأسست شركة زين في 22 يونيو 1983، بموجب مرسوم أميري، برأس مال قدره 25 مليون دينار كويتي كشركة مساهمة كويتية عامة. بدأت الشركة بتقديم خدمات الاتصالات المتنقلة والفاكس، وفي عام 1986، أعلنت رسميًا عن إطلاق خدماتها التجارية. في العام نفسه، أطلقت زين نظام "إيتاكس"، وهو نظام مبتكر للاتصالات في المنطقة، وعام 1987 أضافت خدمة المناداة إلى باقة خدماتها.
في عام 1994، دشنت الشركة خدمات الهاتف المحمول بنظام GSM، مما أتاح لعملائها إرسال الرسائل النصية القصيرة (SMS)، والاتصال بالإنترنت، والاستفادة من خدمات التجوال الدولي، بالإضافة إلى خدمات الطوارئ، إرسال واستقبال الفاكسات، وتحويل المكالمات ومنعها.
الخصخصة والتوسع:
في عام 2001، تم خصخصة زين، مما سمح بتبني استراتيجية توسعية في الأسواق الدولية. في عام 2004، بدأت زين تقديم خدمات الجيل الثالث (3G)، مما ساعد على تحسين جودة الاتصالات، وزيادة سعة الشبكة، وتوفير سرعات بيانات أعلى.

#### الأداء المالي
في عام 2023، سجلت المجموعة إيرادات بلغت 6.2 مليار دولار وصافي أرباح قدره 701 مليون دولار.

#### المبادرات والشراكات
- اتفاقية إنشاء شركة أبراج اتصالات في الشرق الأوسط وشمال أفريقيا: في ديسمبر 2023، وقعت زين اتفاقية مع مجموعة Ooredoo وشركة TASC Towers Holding لإنشاء كيان بقيمة 2.2 مليار دولار يهدف إلى تطوير البنية التحتية للاتصالات في المنطقة.

- إطلاق شركة زين-عمانتل الدولية (ZOI): في مايو 2023، أطلقت زين، بالتعاون مع عمانتل، شركة ZOI ككيان مستقل متخصص في خدمات الجملة ضمن قطاع الاتصالات.[4]

#### الملكية والتداول
العلامة التجارية "زين" مملوكة بالكامل لشركة الاتصالات المتنقلة - زين (ش.م.ك)، وهي شركة مدرجة في بورصة الكويت تحت رمز التداول ZAIN.

## الانتشار والانطلاقة
في عام 2002، أطلقت زين استراتيجيتها التوسعية التي بدأت في الكويت، حيث كانت تدير قاعدة عملاء مكونة من حوالي 600 ألف مشترك. كان الهدف من الاستراتيجية تحويل الشركة إلى كيان دولي. في عام 2003، أبرمت زين اتفاقية شراكة مع شركة فودافون العالمية، مما ساعد على تعزيز مكانتها في أسواق المنطقة. وفي عام 2005، أعلنت الشركة عن استحواذها على أصول 13 شركة في إفريقيا بقيمة 3.4 مليار دولار، مما مكنها من دخول أسواق جديدة.
بحلول عام 2008، كانت زين تدير عمليات في 15 دولة إفريقية و7 دول في الشرق الأوسط، مما جعلها من المشغلين الرئيسيين لخدمات الاتصالات في المنطقة.

## العلامة التجارية

أول شعار للشركة

في 2007، أطلقت زين علامتها التجارية الجديدة "زين" لتوحيد عملياتها في منطقة الشرق الأوسط وشمال أفريقيا. تم اختيار الاسم "زين" بناءً على معانيه الإيجابية في اللغة العربية، مثل "الجمال" و"الزين".

## صفقة بيع الأصول الإفريقية
في عام 2010، باعت زين أصولها في إفريقيا (باستثناء السودان والمغرب) إلى شركة بهارتي الهندية مقابل 10.7 مليار دولار أمريكي، في خطوة ضمن استراتيجية الشركة للاستفادة من استثماراتها في القارة.

## التكنولوجيا
في السنوات الأخيرة، اعتمدت مجموعة زين استراتيجية تقنية تهدف إلى تحسين تجربة العملاء وتعزيز الأداء. قامت الشركة بتطبيق تقنية توحيد أساليب النفاذ (Single RAN)، التي تدعم تقنيات متعددة مثل 2G، 3G، وLTE عبر ترددات مختلفة.
في عام 2011، قدمت زين خدمات الجيل الرابع 4G/LTE في السعودية، وأطلقتها في الكويت في عام 2012. بالإضافة إلى ذلك، دخلت الشركة في شراكة مع شركات أخرى مثل مجموعة اتصالات"، "مجموعة STC"، "موبايلي"، وشركة "دو"،" لتنفيذ حلول شبكة النفاذ الراديوي المفتوحة (Open RAN).
في يونيو 2022، أعلنت زين عن نجاحها في إطلاق شبكة النفاذ الراديوي الافتراضية المفتوحة للجيلين الرابع والخامس (Open cRAN) في الكويت.

## اسم واحد
في سبتمبر 2007، أكملت زين توحيد اسمها في 21 دولة لتصبح تحت اسم واحد في جميع الدول التي تقدم خدماتها فيها، وهو اسم "زين".

## شخصيات
- بدر الخرافي
- خالد الأحمد